# جو ر. هيكس
جو ر. هيكس (بالإنجليزية: Joe R. Hicks)‏ هو ناشط أمريكي، ولد في يوليو 1941، وتوفي في 28 أغسطس 2016.